# William Suff
William Lester Suff (ur. 20 sierpnia 1950 w Torrance) – amerykański seryjny morderca zwany Mordercą prostytutek z Riverside. Zamordował w okolicach miasta Riverside w stanie Kalifornia, 19 prostytutek w latach 1986–1991.
W 1974 roku Suff został aresztowany, razem ze swoją żoną Teryl, za pobicie ze skutkiem śmiertelnym swojej dwumiesięcznej córki. W 1976 roku Teryl została oczyszczona z zarzutów z braku dowodów, natomiast William został skazany na 70 lat więzienia. W 1984 roku Suff został zwolniony z więzienia.
Po opuszczeniu więzienia, zgwałcił i zamordował 19 prostytutek. 9 stycznia 1992 roku Suff został aresztowany w czasie rutynowej kontroli drogowej. Zatrzymanie Suffa pod zarzutem morderstw wywołało szok wśród jego najbliższego otoczenia. Wówczas pracował jako urzędnik w miejscowym urzędzie powiatowym, udzielał się również jako wolontariusz, co więcej pisał i miał wkrótce wydać książkę na temat dzikich ptaków.
W 1995 roku Suff został oskarżony o dokonanie morderstw (początkowo oskarżano go o zabicie 22 prostytutek na terenie całej Kalifornii). 12 sierpnia 1995 roku sąd uznał Suffa winnym popełnienia wszystkich morderstw. 26 października 1995 roku Suff został skazany przez sąd na karę śmierci.
Aktualnie, William Suff oczekuje na wykonanie wyroku w celi śmierci więzienia stanowego San Quentin.

## Ofiary
Do zestawienia wliczono córeczkę Suffa.
| Lp. | Ofiara             | Wiek       | Data                 |
| --- | ------------------ | ---------- | -------------------- |
| 1.  | Janet Suff         | 2 miesiące | 25 września 1974     |
| 2.  | Michelle Gutierrez | 23         | 30 października 1986 |
| 3.  | Charlotte Palmer   | 24         | 11 grudnia 1986      |
| 4.  | Linda Ortega       | 37         | 15 stycznia 1987     |
| 5.  | Martha Young       | 27         | 2 maja 1987          |
| 6.  | Linda Ruiz         | 37         | 17 stycznia 1989     |
| 7.  | Kimberly Lyttle    | ?          | 28 czerwca 1989      |
| 8.  | Judy Lynn Angel    | 36         | 11 listopada 1989    |
| 9.  | Christina Leal     | 23         | 13 grudnia 1989      |
| 10. | Daria Ferguson     | ?          | 18 stycznia 1990     |
| 11. | Carol Miller       | 35         | 8 lutego 1990        |
| 12. | Cheryl Coker       | 33         | 6 listopada 1990     |
| 13. | Susan Sternfeld    | 27         | 21 grudnia 1990      |
| 14. | Kathleen Milne     | 42         | 19 stycznia 1991     |
| 15. | Cherie Payseur     | 24         | 27 kwietnia 1991     |
| 16. | Sherry Latham      | 37         | 8 lipca 1991         |
| 17. | Kelly Hammond      | 23         | 6 sierpnia 1991      |
| 18. | Catherine McDonald | 30         | 13 września 1991     |
| 19. | Delliah Wallace    | 35         | 30 października 1991 |
| 20. | Eleanore Casares   | 39         | 23 grudnia 1991      |